# Czarnogóra na Mistrzostwach Świata w Lekkoatletyce 2015
Czarnogóra na Mistrzostwach Świata w Lekkoatletyce 2015 – reprezentacja Czarnogóry podczas Mistrzostw Świata w Pekinie liczyła 1 zawodnika, który nie zdobył medalu.

## Występy reprezentantów Czarnogóry
| Konkurencja            | Zawodnik   | Runda 1  | Runda 1 | Półfinał | Półfinał | Finał    | Finał   |
| Konkurencja            | Zawodnik   | Rezultat | Pozycja | Rezultat | Pozycja  | Rezultat | Pozycja |
| ---------------------- | ---------- | -------- | ------- | -------- | -------- | -------- | ------- |
| Bieg na 200 m mężczyzn | Luka Rakić | 21,86    | 50.     | NQ       | NQ       | NQ       | NQ      |